# Lepanthes dactyla
Lepanthes dactyla là một loài thực vật có hoa trong họ Lan. Loài này được Garay mô tả khoa học đầu tiên năm 1971.